# Грабовец (Словакия)
Грабовец (словац. Hrabovec) — село и одноимённая община в районе Бардеёв Прешовского края Словакии. В письменных источниках начинает упоминаться с 1338 года.

## География
Село расположено в северной части края, на левом берегу реки Топли, к востоку от автодороги 545. Абсолютная высота — 232 метра над уровнем моря. Площадь муниципалитета составляет 7,85 км².

## Население
| Год:                | 1994 | 2004     | 2014    | 2024    |
| ------------------- | ---- | -------- | ------- | ------- |
| Количество человек: | 451  | 502      | 527     | 496     |
| Разница:            |      | +11,30 % | +4,98 % | −5,88 % |

По данным последней официальной переписи 2011 года, численность населения Грабовца составляла 513 человек.